# فيرنر منغ
فيرنر منغ (بالألمانية: Werner Meng)‏ هو أستاذ جامعي وقانوني ومحامي ألماني، ولد في 20 فبراير 1948 في ماينتس في ألمانيا، وتوفي في 1 يوليو 2016 بسبب سرطان.